# ザ・ハーミテージ・ホテル
ザ・ハーミテージ・ホテル (The Hermitage Hotel )は、アメリカ合衆国テネシー州ナッシュビル六番街231番地の歴史的ホテル。1908年、250名のナッシュビル市民の依頼によりナッシュビル郊外のアンドリュー・ジャクソンの邸宅ザ・ハーミテージに因んで名付けられ、1910年に開業した。テネシー州内の現存する商業ビルでボザール様式で建てられた建物の唯一のものである。
1975年、アメリカ合衆国国家歴史登録財に認定された。

## 歴史
1849年6月15日に亡くなった大統領ジェームズ・ポークの邸宅ポーク・プレイスの跡地に建てられた。1908年のナッシュビル市民250名の依頼により、1910年9月17日土曜日に開業。1940年代、新しい名称に変え、「防火、防音、防塵、2ドル以上」を謳い文句にしていた。
1階にはオーク・バーの隣に元々ビアホールとして計画されていたグリル・ルーム(現在のキャピトル・グリル)がある。この部屋はドイツから来た職人により建てられ、男性専用プライベート・クラブとして使用された。
ナッシュビルの最初のホテルの1つであり、参政権賛成派と反対派双方の全国的基盤であり、全国的ラジオ番組がダイニング・ルームから放送を開始された。
1980年代から1990年の間、所有者が何度か変わった。2000年6月、Historic Hotels of Nashville, LLCがこのホテルを買い取り、客室と共用スペースを改装した。2003年バレンタインデーにホテルは再開し、9ヶ月後トリプルエーから5つ星を授与された。現在テネシー州で5つ星のホテルはここだけである。

## ナッシュビルの音楽産業との繋がり
1929年から1945年、フランシス・クレイグ・オーケストラがオーク・バーとグリル・ルームで演奏していた。クレイグの楽団はWSMで放送された最初の楽団で、NBCネット局で12年間番組を持ち、驚異的な成功を収めた。1949年、彼は当時新人であったダイナ・ショアを起用し、新曲『Near You 』を披露した。